# 伊庭貞隆
伊庭 貞隆（いば さだたか）は、室町時代後期から戦国時代にかけての武将。近江国神崎郡伊庭の領主。

## 生涯
伊庭氏は近江源氏佐々木氏の一族。父・伊庭満隆は六角氏が当主争いの内訌で揺れている間、守護代として国政に関与し影響力を強めていった。長禄4年（1460年）、台頭する伊庭氏の力を削ごうと、時の当主である六角政堯が満隆の嫡男を殺害したことで室町幕府から廃嫡され六角高頼が当主となる。満隆の子である貞隆は守護代として高頼をよく補佐する。
寛正6年（1465年）、貞隆は室町幕府8代将軍・足利義政の次男である義尚の誕生祝いのため上洛。応仁元年（1467年）からの応仁の乱では山名宗全率いる西軍に味方した六角氏と共に東軍に与した京極氏と交戦する。長享元年（1487年）には、公家や寺社、将軍直属の奉公衆の所領や荘園を押領した高頼を討伐するため9代将軍・足利義尚が親征（鈎の陣（「六角征伐」））を起こすも、高頼は甲賀山中へ逃れ、貞隆は山内政綱と共に国人衆を統率しゲリラ戦を展開した。延徳元年（1489年）の義尚の死去により六角征伐は中止、守護に復帰した高頼ともども貞隆は難を逃れている。が、横領した領地を国人衆が返還しなかったため延徳3年（1491年）、10代将軍・足利義材による第二次六角征伐を受け、政綱が義材に大津園城寺へ呼び出され斯波義寛や赤松政則の軍に殺害され、高頼も伊勢国へ逃亡したことで六角虎千代（六角政堯の養子）が近江国守護に任じられる。しかし、明応2年（1493年）の明応の政変の混乱に乗じて、高頼は虎千代を追放、次いで守護に任命された山内就綱（政綱の子）との戦いも制して明応4年（1495年）に赦免され守護に復職している。同年、貞隆は六角軍の旗頭として、美濃国守護・土岐成頼の後継を巡る争乱（船田合戦）で揺れる美濃国に遠征している。
国人衆のリーダー格として共に国人衆をまとめていた山内政綱が第二次六角征伐で戦死した後は貞隆に権力が集中、高頼にさえ匹敵する権勢を有していた。そんな貞隆を危険視した高頼が「伊庭連々不義の子細共候間」として貞隆の排除を決行、文亀2年（1502年）10月、伊庭領に侵攻する。六角軍に敗れ湖西に逃れた貞隆だったが、管領・細川政元の後援赤沢氏（赤沢朝経か）と共に反撃に転ずる。青地城、馬淵城、永原城を攻め落とすと高頼は観音寺城を捨て、蒲生貞秀の拠る音羽城に落ち延びた。翌年6月には細川政元が仲介に入る形で高頼と貞隆は和睦した。なお、近年の研究では、高頼と貞隆が対立していた形跡は確認できず、明応の政変後の足利将軍家の分裂に対する考え方の相違や高頼が同じ六角氏の重臣である馬淵氏（馬淵城主）を重用しようとした結果、これまで重臣の筆頭格であった伊庭氏と馬淵氏の間で権力争いが発生したために貞隆が疎んじられたとする説が出されている。
永正4年（1507年）、永正の錯乱で管領・細川政元が暗殺されたことで後ろ楯を失った11代将軍・足利義澄が近江朽木谷の高頼を頼ってくると、高頼は将軍家との関係改善のため一端は保護するが、前将軍・足利義尹（義材）が大内義興や細川高国らの支援で将軍に復帰すると義材へ与する。義澄は水茎岡山城へ逃れ貞隆の保護を受けるが、このことで高頼と貞隆の対立が再燃した。永正8年（1511年）8月14日、義澄が死去すると翌月には貞隆の家臣である岡山城主・九里信隆が高頼に討たれる。
貞隆は湖北へ出奔し北近江の浅井亮政の支援を受けつつ、永正11年（1514年）2月、高頼との抗争を繰り広げる。一端は六角氏へ帰属するも六角氏の圧迫から、永正13年（1516年）、高頼の嫡男・六角氏綱に反乱を起こすなど、浅井氏の支援を得て幾度も六角氏に反旗を翻すも永正17年（1520年）8月、岡山城が陥落して貞隆父子は没落した。また、大永5年（1525年）に「クリ（九里）父子生涯」（『経尋記』大永5年9月4日条）とあることから、この時期まで抵抗は続いたとする考えもある。ただし、伊庭氏がその後も六角氏の被官として登場することから、最終的には本領の伊庭（現在の東近江市）のみは安堵されたと考えられている。
「近畿内兵乱記」には、永正11年（1514年）2月、伊庭貞説父子没落とされている。